# Torre Mirage
La Torre Mirage se encuentra en  Punta Paitilla, en la ciudad de Panamá. El hotel fue el edificios más altos en Panamá, con 48 pisos y 172 metros, en 1997. luego en el 2008 ocupa la posición n.º 11 de edificios más altos de la Ciudad, el cual otros megaproyectos lo superarán. 
Fue el edificio más alto del sector de punta Paitilla por más de 10 años, hasta que el rascacielos The Point lo superó

## La Forma
- Por el efecto de sus vidrios fuera de la Torre es apodado "El Espejismo"

## Detalles Importantes
- Su uso es de Residencial.
- Su construcción comenzó en 1995 y finalizó en el 1997.
- Los materiales que se usaron en su construcción fueron: vidrio, acero.
- El edificio es considerado una construcción moderna.

## Datos clave
- Altura: 172 m.
- Espacio total - ---m².
- Condición: Construido.
- Rango: 	
  - En Panamá: 1997: 1.er lugar.
  - En Latinoamérica: 2008: 21.er lugar

| Predecesor: Torres Miramar (1 y 2) | Edificio más alto de Panamá 1997 - 2005 | Sucesor: Torre Global Bank |